# Rehau (Opper-Franken)
Rehau is een plaats in de Duitse deelstaat Beieren, gelegen in het Landkreis Hof aan de grens met Tsjechië. De stad telt 9.319 inwoners. 

## Indeling van de gemeente
Rehau bestaat officieel uit 29 Gemeindeteile. Dit zijn:
- De hoofdplaats Rehau
- Het parochiedorp Pilgramsreuth, 3 km ten zuiden van het stadje Rehau
- Het kerkdorp Sigmundsgrün, 8 km ten noordoosten van het stadje Rehau, aan de Tsjechische grens
- De 12 dorpen zonder eigen kerkgebouw  Degenreuth, Dobeneck, Faßmannsreuth, Fohrenreuth, Heinersberg, Kühschwitz, Löwitz, Ludwigsbrunn, Neuhausen, Schönlind, Woja en Wurlitz
- De 4 gehuchten  Eulenhammer, Rosenbühl, Seelohe en Wüstenbrunn
- De 10 Einöden[2]  Baumgärtelmühle, Dürrenlohe, Heideckerziegelhütte, Hirschberg, Hohehäuser, Röllmühle, Schwarzwinkel, Timpermühle, Voitmühle en Waldhaus

## Geografie, infrastructuur
Rehau ligt in het Fichtelgebergte, ongeveer 9 km ten zuidoosten van de grotere stad Hof.

### Naburige gemeenten
Dit zijn onder andere in het oosten de Tsjechische  plaatsen Hranice (okres Cheb) en Aš en verder de volgende Duitse plaatsen:
in het zuidoosten Schönwald en Selb, in het noorden Regnitzlosau en in het westen Döhlau, Oberkotzau en Schwarzenbach an der Saale.

### Wegverkeer
Belangrijke hoofdverkeerswegen in en om Rehau zijn:
- de Autobahn A 93: van noord naar zuid liggen de afritten 4, 5 en 6 dichtbij Rehau.
- De Bundesstraße 15: in noordwestelijke richting naar Döhlau en Hof, en in zuidoostelijke richting naar Schönwald en Selb.
- De Bundesstraße 289: deze begint bij afrit 6 Rehau-Süd van de A93, gaat westwaarts als rondweg om het zuidelijke deel van Rehau heen, en loopt verder westwaarts naar Schwarzenbach an der Saale en Münchberg.

### Trein en bus

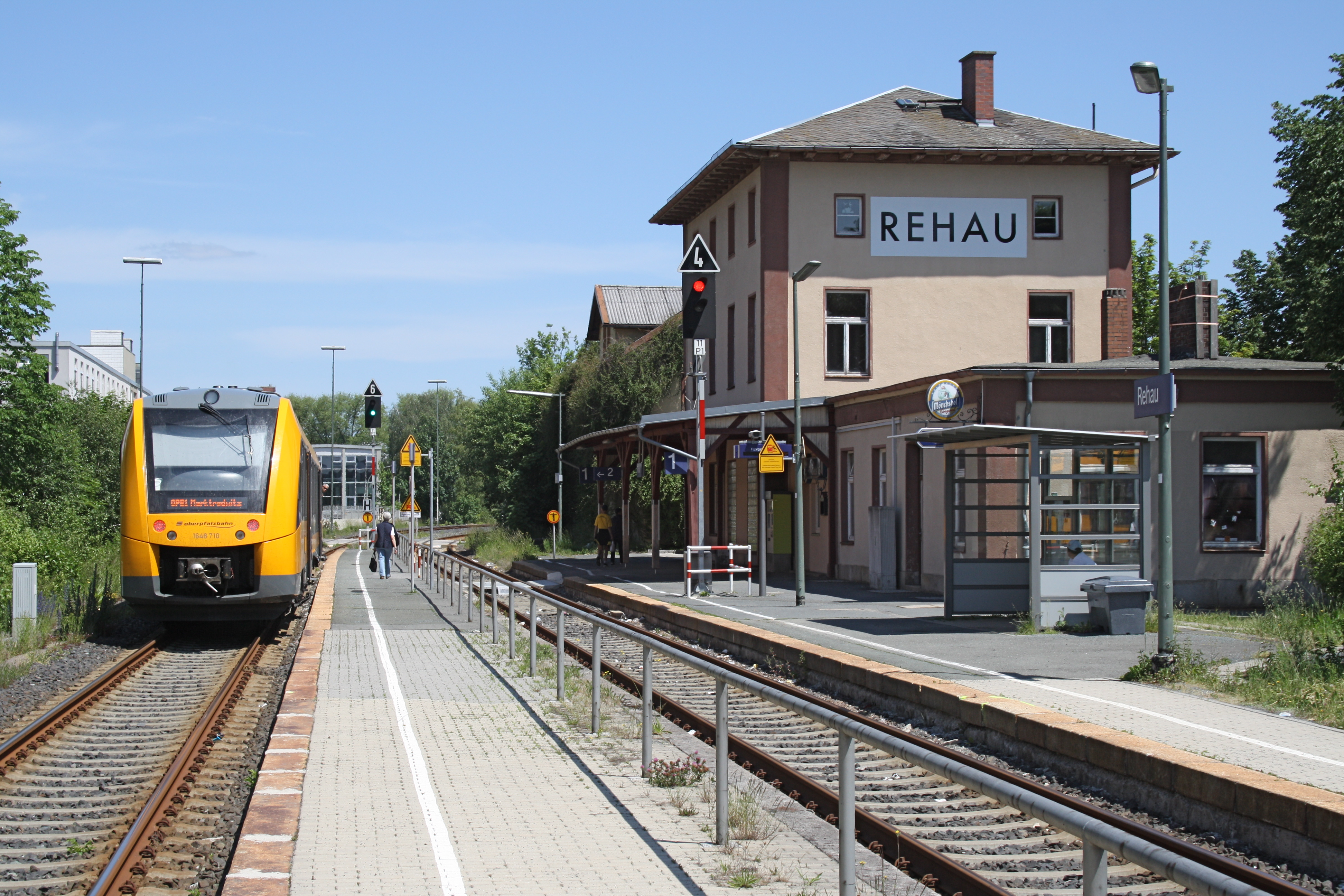
Station

Rehau heeft sedert 1864 een station aan de spoorlijn Cheb - Oberkotzau. Op 3½ km ten westen van Station Rehau heeft ook het industriedorp Wurlitz een spoorweghalte aan deze lijn. Het station werd in 2021 geheel gerenoveerd.

## Economie

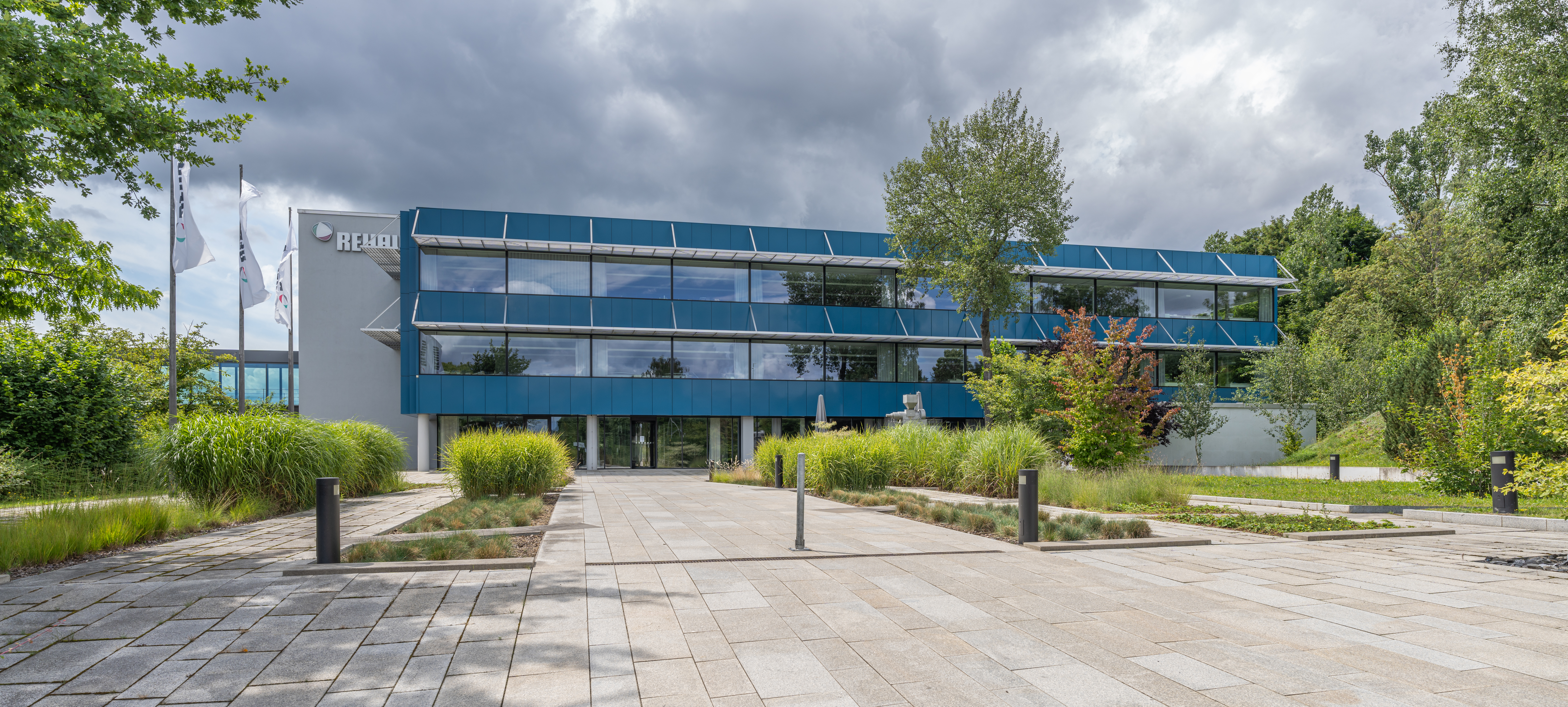
Kantoorgebouw Rehau AG Rheniumhaus

De industrie in Rehau bestaat voornamelijk uit een kunststofonderneming en een bedrijf (Lamilux, 1.100 personeelsleden in 2018) dat doorzichtige daken en kunststof dakkoepels maakt.
De firma in kunststoffen (onder andere kozijnprofielen, auto-onderdelen, meubeldelen, buizen) heet Rehau (ca. 2.500 personeelsleden in de stad Rehau in het jaar 2015), en is dus vernoemd naar de stad zelf. Opvallend is dat 11 van de 13 bedrijfspanden van dit concern te Rehau naar elementen zijn genoemd.
In de stad zijn verder diverse kleine toeleveringsbedrijven voor bovengenoemde grote ondernemingen gevestigd, alsmede gevarieerd, alleen regionaal of plaatselijk van belang zijnd,  midden- en kleinbedrijf in sterk uiteenlopende branches.
Bij het dorp Wurlitz, ruim 4 km ten westen van Rehau, bevindt zich een grote steengroeve, waar gabbro en serpentijn wordt gedolven.

## Geschiedenis

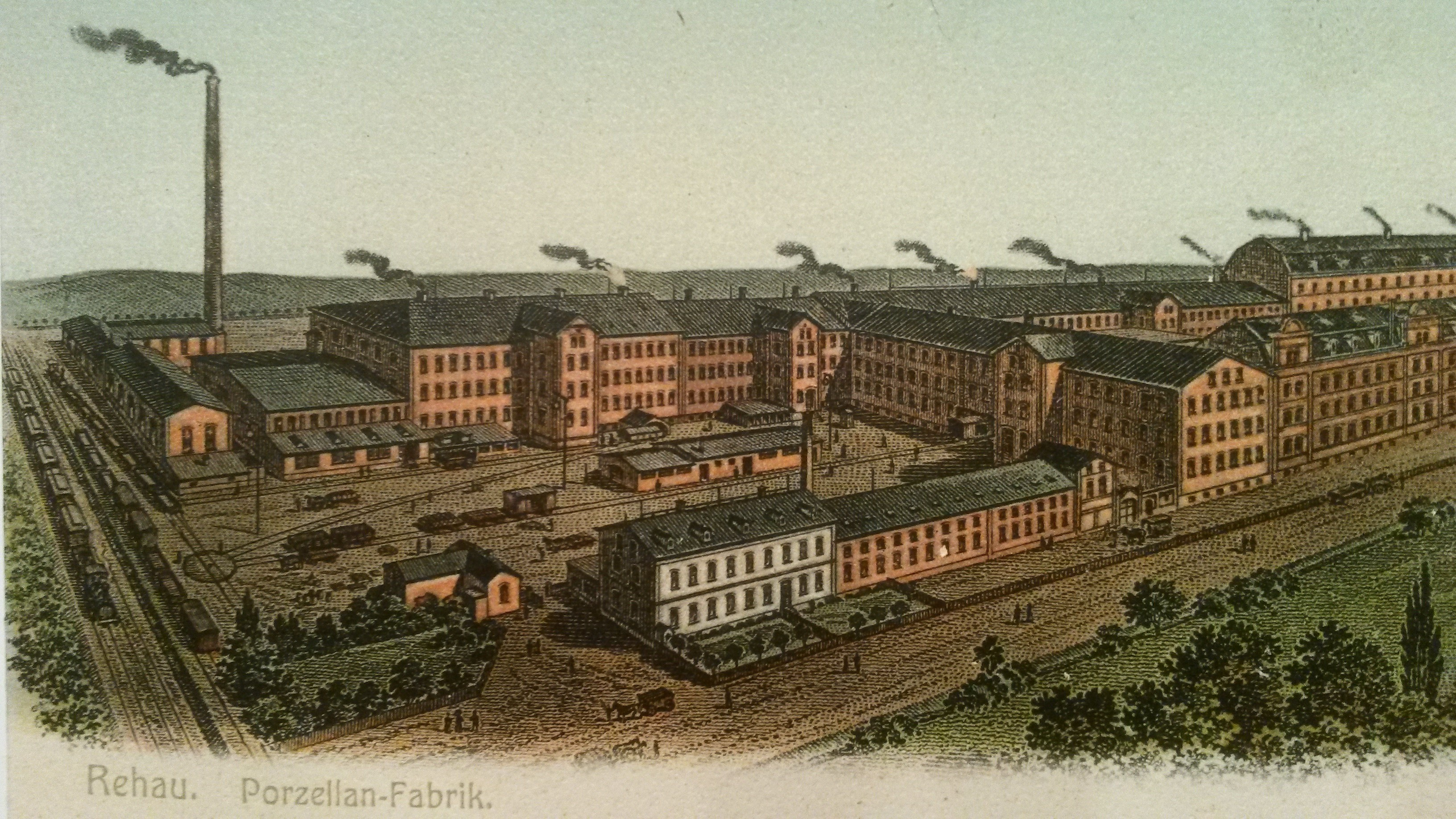
Porseleinfabriek Zeh, Scherzer & Co. (1900)

De eerste vermelding van Rehau als "Resawe" dateert van 1246. De naam is mogelijk afgeleid van een woord uit een Slavische taal voor velling van bos. De eerste bewoners kunnen dus leden van Slavische volkeren zijn geweest. In 1427 verkreeg Rehau uit handen van Frederik I stadsrechten, in combinatie met de hoge jurisdictie, de rechters van de stad mochten dus oordelen over misdrijven, waar de doodstraf op stond. In 1529 werd Rehau door de Reformatie evangelisch-luthers. 
Grote branden teisterden de stad in de jaren 1512, 1763 en 1817. Rampzalig voor Rehau was ook de Dertigjarige Oorlog (1618-1648). Na de brand van 1817 werd de stad volgens een rechthoekig, classicistisch stratenpatroon met brede straten en zo mogelijk stenen huizen herbouwd. Dit voorbeeld van naar verhouding brandveilige stadsplanning vond overal in Beieren navolging. In de 19e eeuw gebeurden er in Beieren veel van dit soort stadsbranden. 
Het dorp  Pilgramsreuth gaat er fier op, dat daar reeds in 1647 aardappelen verbouwd werden, volgens de dorpelingen zelf was dat de eerste aardappelakker in Europa. Mede hierom wordt jaarlijks aan mensen, die zich voor Rehau verdienstelijk hebben gemaakt, een Gouden Aardappel uitgereikt. 
In de 20e eeuw was de fabricage van porselein een   bedrijfstak in Rehau. De laatste twee grote porseleinfabrieken moesten om verschillende redenen in 1970 en 1992 de deuren sluiten. De industriëlen schakelden daarna over op fabricage van lederwaren en daarna, sinds 1948, kunststof producten.
Direct na de Tweede Wereldoorlog  groeide Rehau tijdelijk sterk door de immigratie van 3.000 vluchtelingen en Heimatvertriebene, vooral Sudetenduitsers.

## Bezienswaardigheden, toerisme
- De stad is het middelpunt van een toeristische route, de Bayerische Porzellanstraße, gewijd aan met name de porseleinfabricage. De route voert langs tal van plaatsen, die als industrieel erfgoed van deze bedrijfstak kunnen worden beschouwd. Zie o.a. ook Selb.
- In de stad zijn maar weinig bouwkundige monumenten van vóór het jaar 1818 bewaard gebleven. De evangelisch-lutherse St. Jodocuskerk (Jobstkirche) uit de 15e eeuw bleef voor een deel gespaard, maar moest in 1821 wel ingrijpend gerenoveerd worden. Het orgel in de kerk dateert van 1960.
- Ten zuiden en oosten van Rehau liggen grote bossen, die deel uitmaken van het Fichtelgebergte. Hier zijn veel mogelijkheden voor het maken van wandel-, fiets- en mountainbiketochten. In de winter is hier en daar ook langlaufen mogelijk.
- Stadsmuseum met aandacht voor de geschiedenis van de Sudetenduitsers in de 20e eeuw, de geschiedenis van de stad en haar industrie, en wisseltentoonstellingen van uiteenlopende aard. (Maxplatz, naast het stadhuis)
- Museum IKKP[4] Kunsthaus Rehau, onder andere gewijd aan het werk van Eugen Gomringer  (E. Gomringer-Platz hoek Kirchgasse)
- Kunsthalle «Rehau Art», in een van de bedrijfsgebouwen van Rehau AG; in 2019 wegens de covid-19-crisis gesloten, datum heropening onbekend.
- Jaarlijks eind november of begin december vindt een kerstmarkt plaats. Die in Rehau wijkt van andere van dit soort evenementen af, daar de markt geheel om de  honingkoeksoort Lebkuchen draait.

## Afbeeldingen

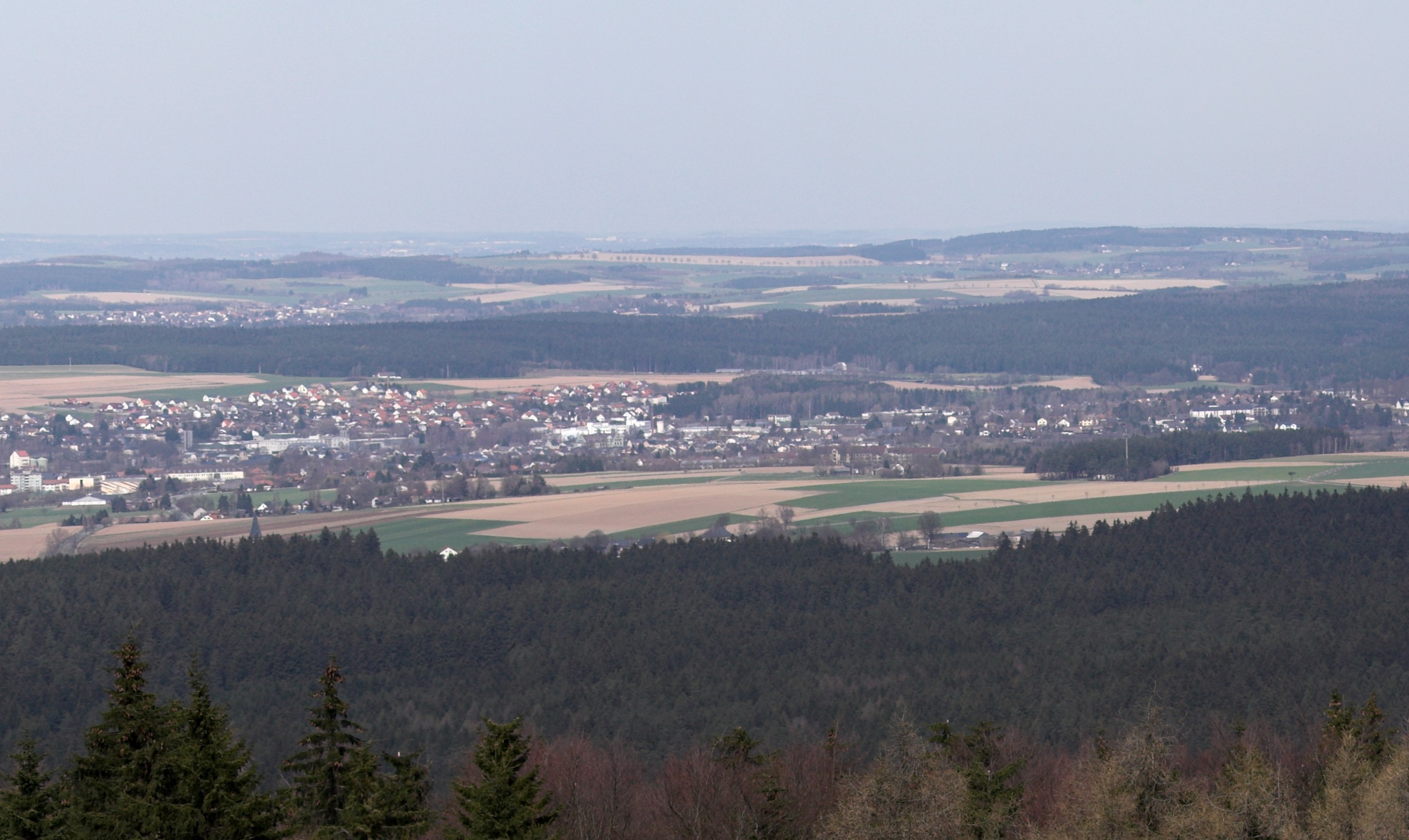
Gezicht op de stad vanaf de Große Kornberg (827 m)
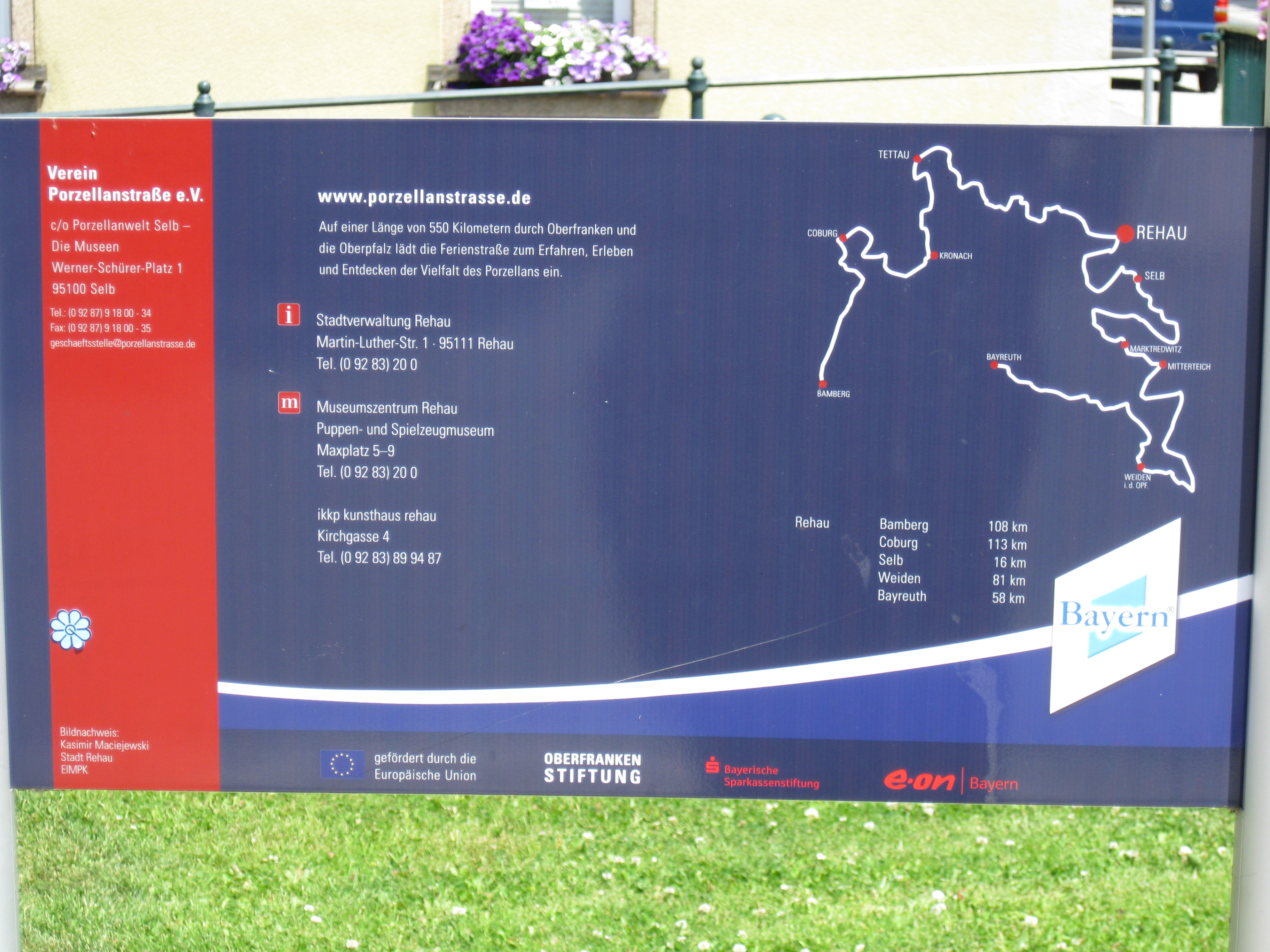
Info-paneel Bayerische Porzellanstraße
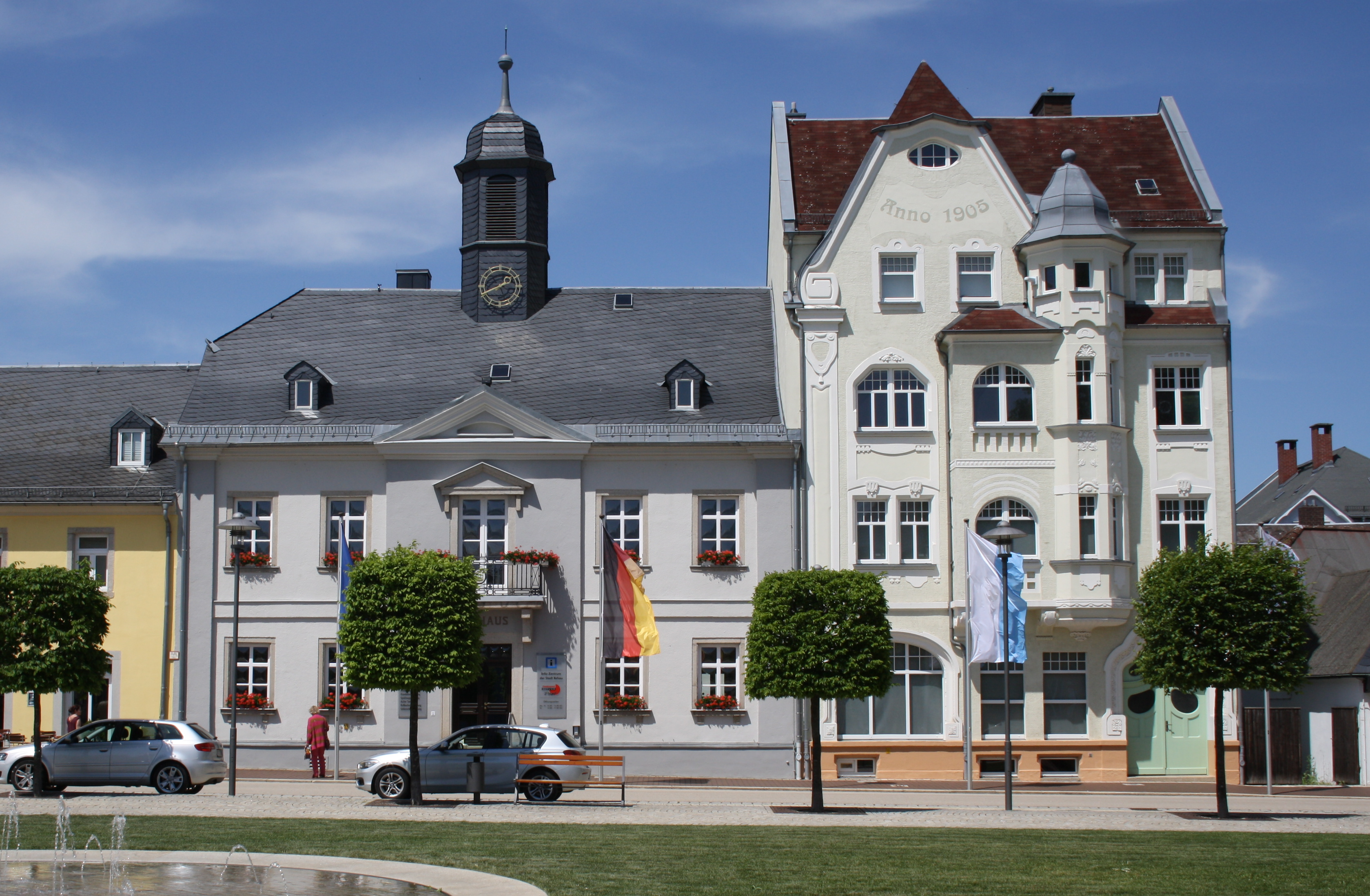
Stadhuis
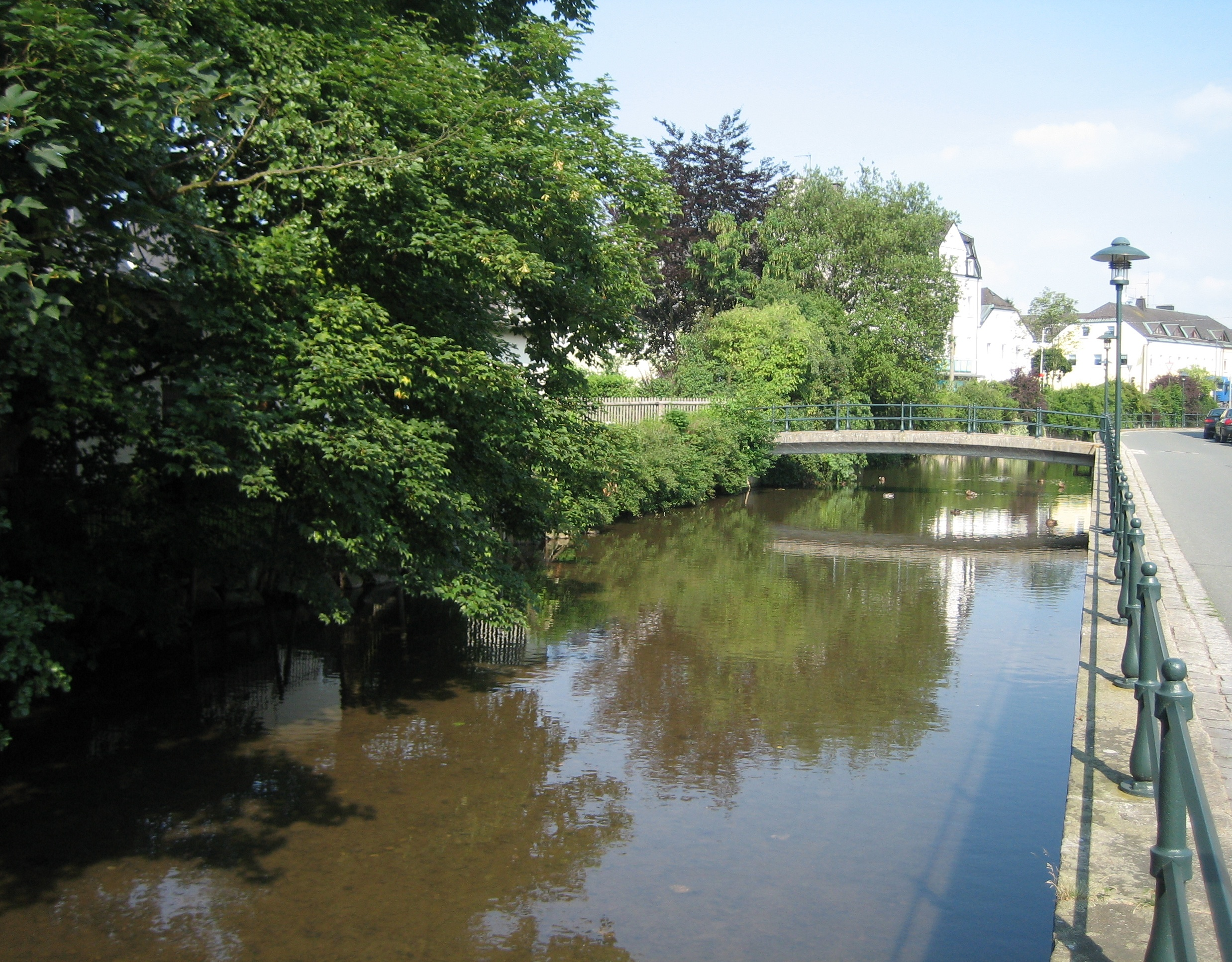
De Perlenbach, een van de twee door Rehau stromende beken
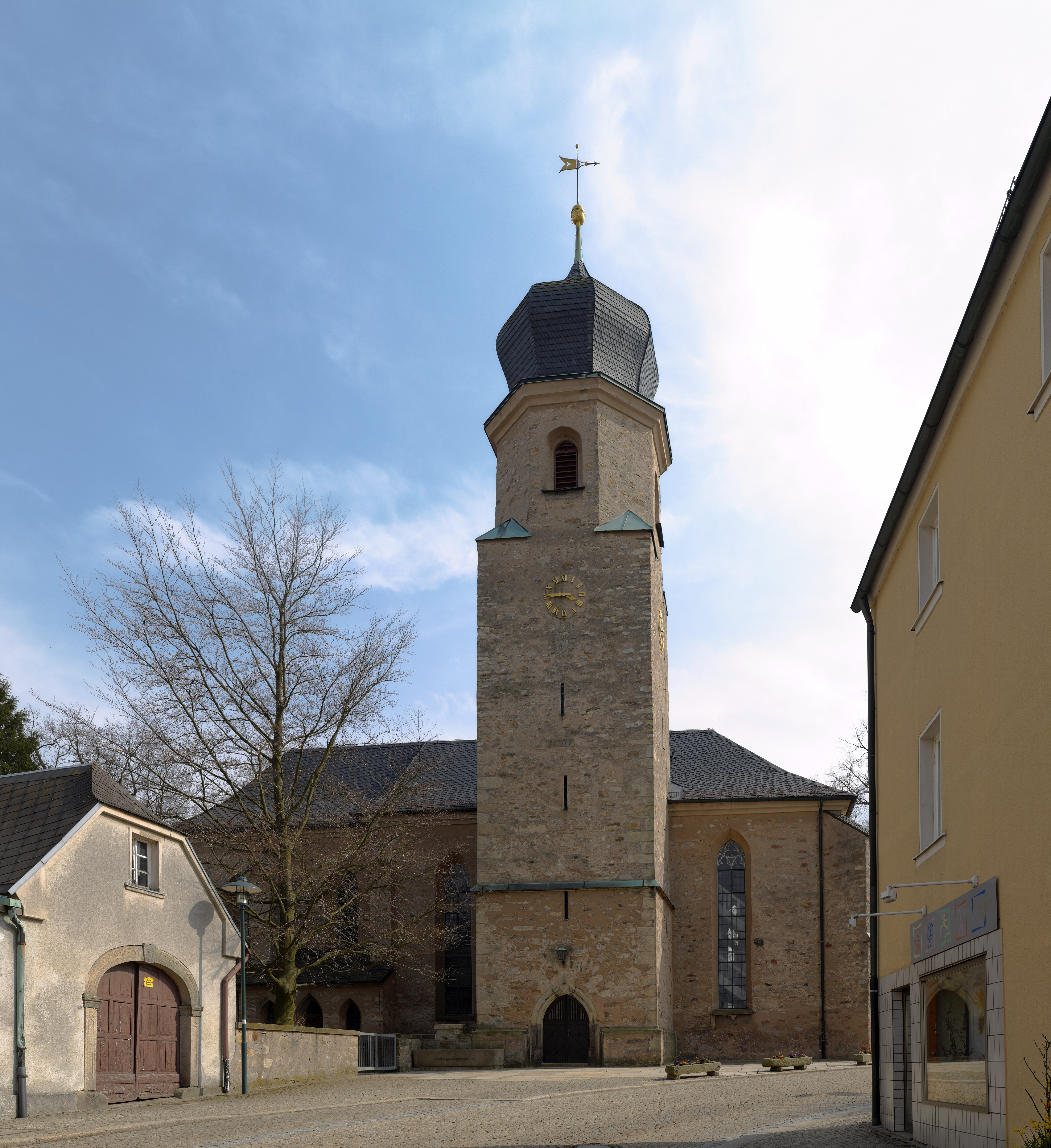
Evangelisch-lutherse St. Jodocuskerk, Rehau
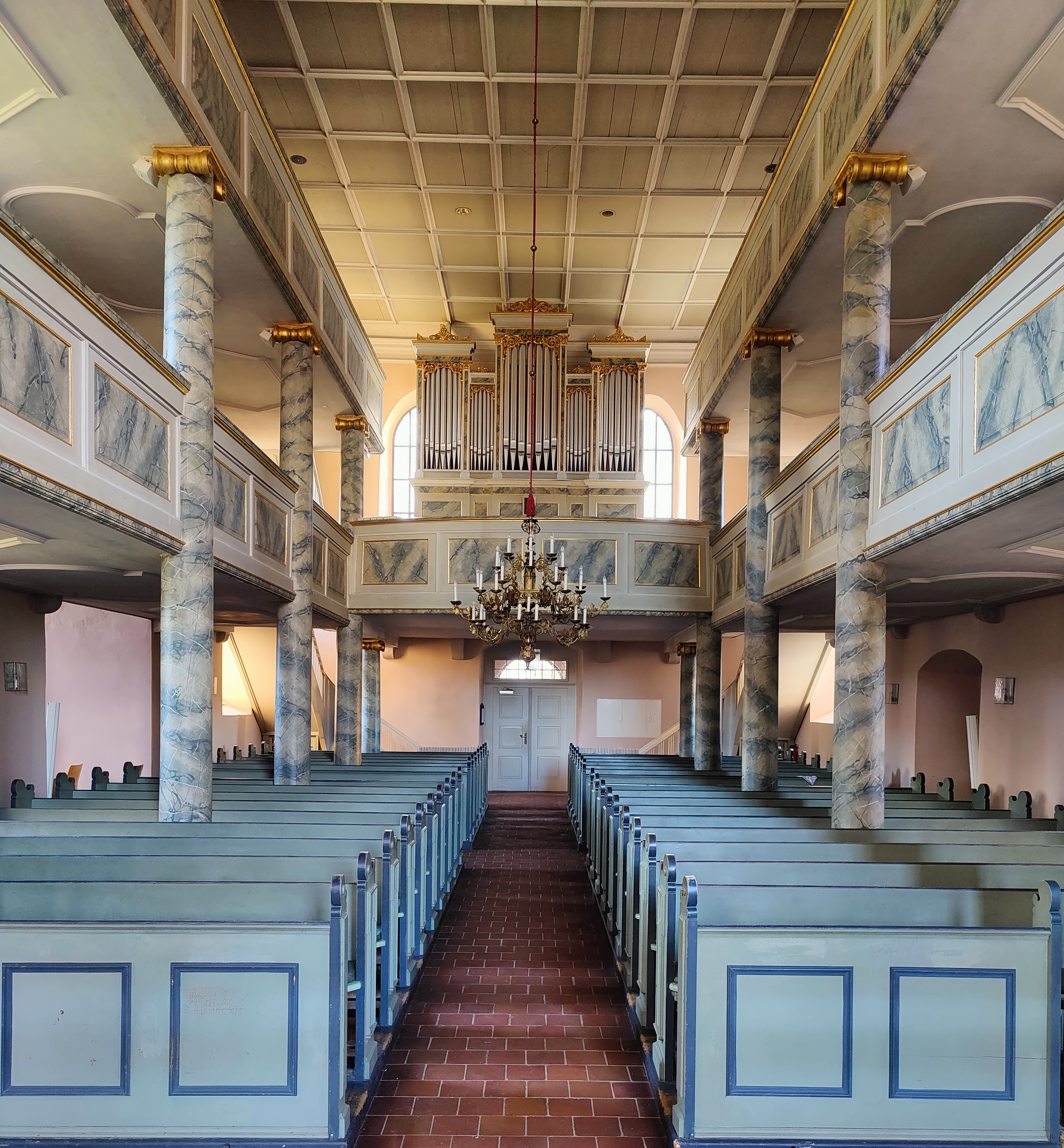
Interieur van deze kerk
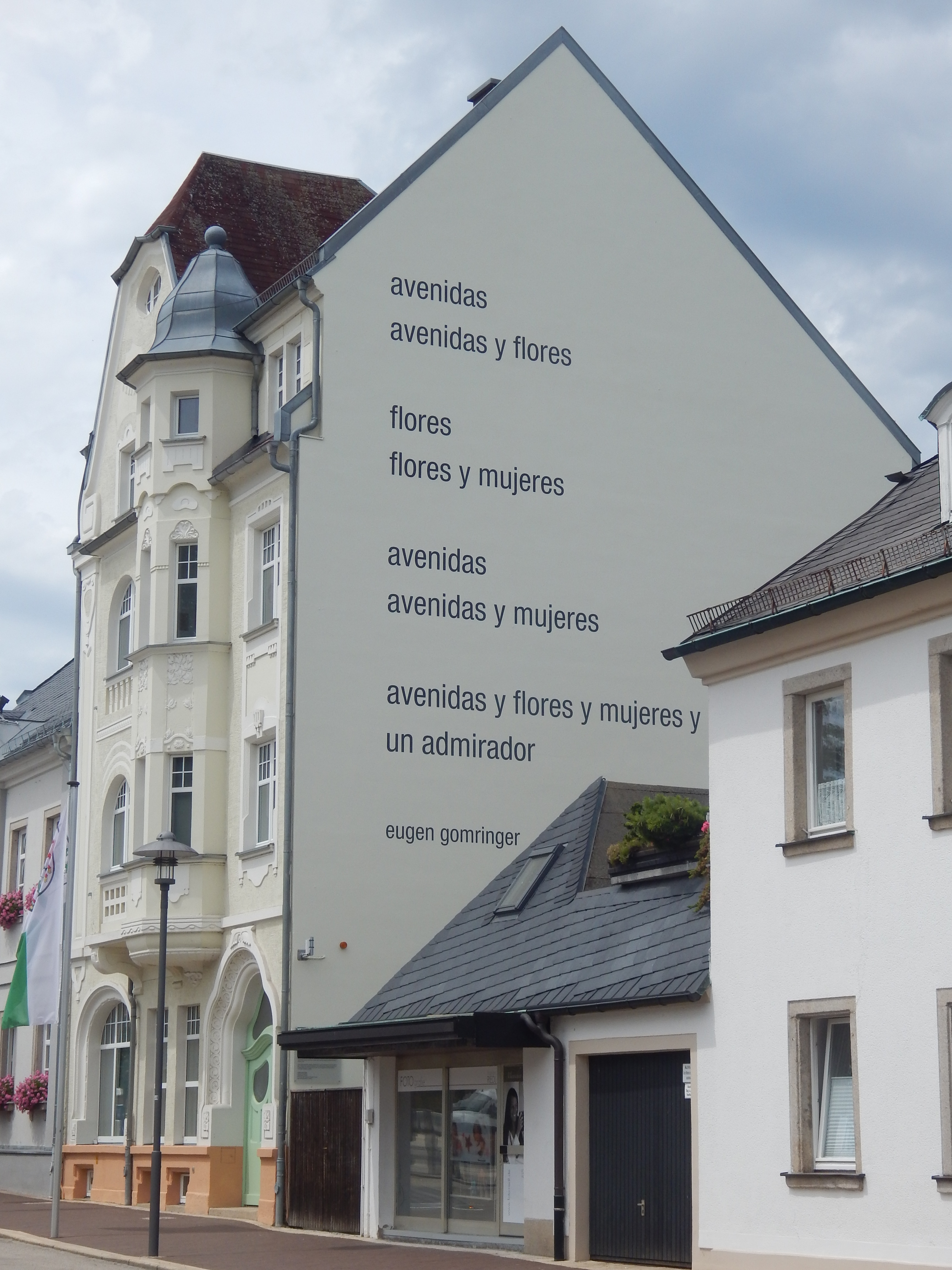
Museum te Rehau met op de zijgevel een Spaanstalig gedicht van Eugen Gomringer
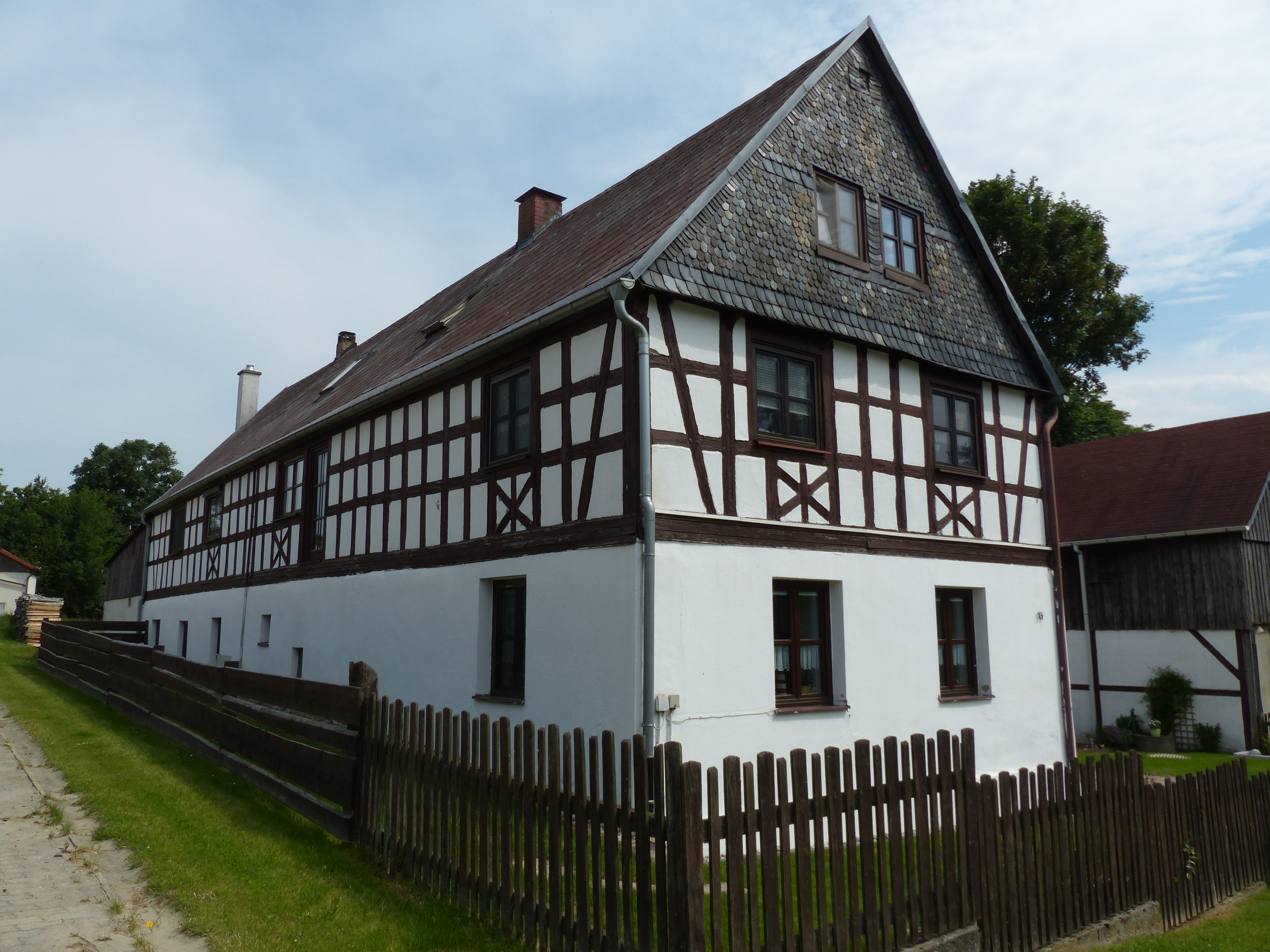
Vakwerkhuis in het dorp Fohrenreuth (eind 18e eeuw), een der weinige die bewaard zijn gebleven
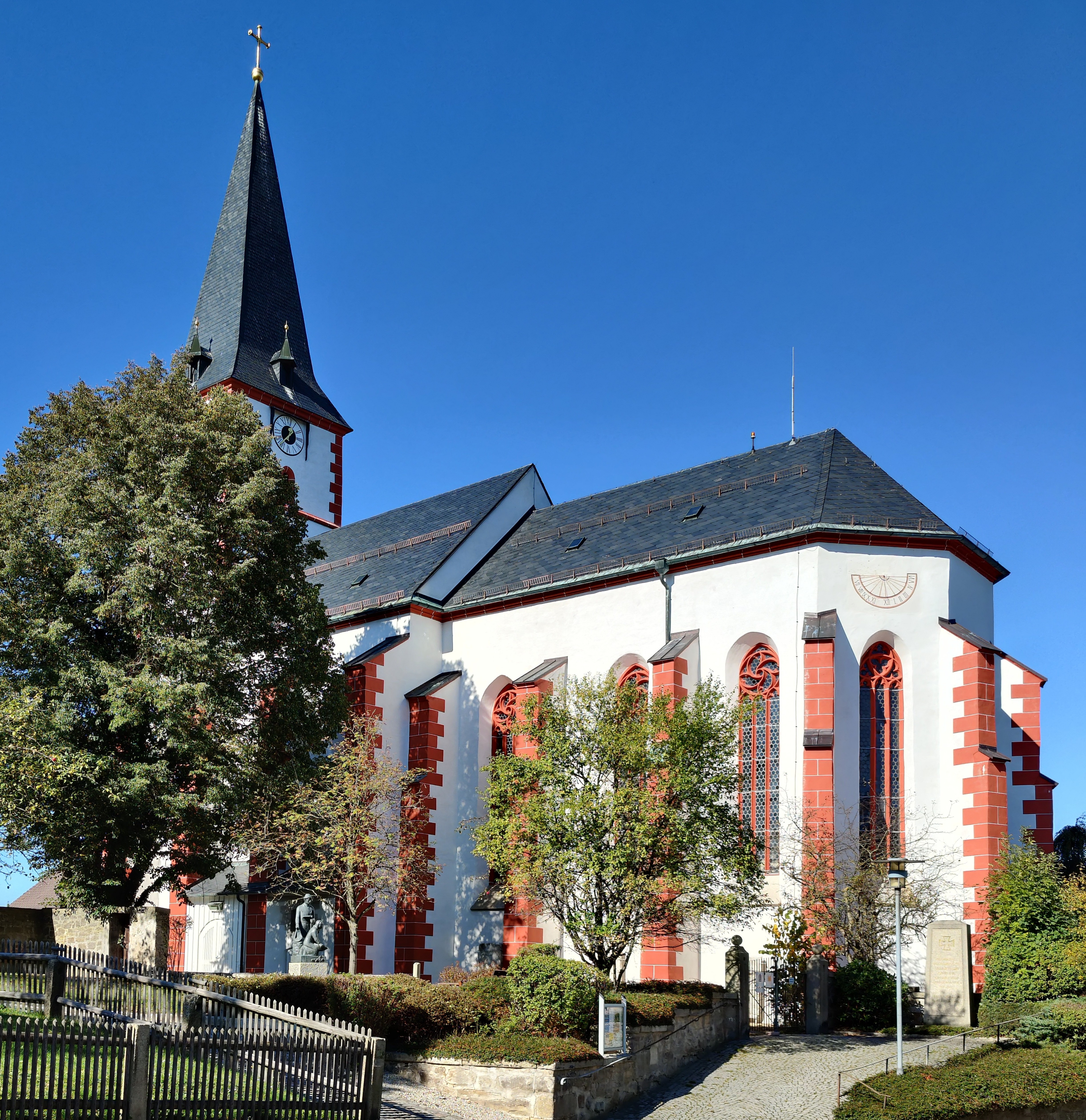
15e-eeuws kerkje (St. Erhard) te Pilgramsreuth

## Belangrijke personen in relatie tot de gemeente
- Karl-Heinrich Bodenschatz (Rehau, 10 december 1890 – Erlangen, 25 augustus 1979) hoog Duits officier tijdens de Tweede Wereldoorlog, adjudant van Hermann Göring
- Eugen Gomringer (* 20 januari 1925 in Cachuela Esperanza, Bolivia), Boliviaans-Zwitsers  schrijver en dichter, pionier van de concrete poëzie, inwoner van Rehau. Aan hem is in Rehau een museum gewijd.
- Peter Angermann (* 17 februari 1945 in Rehau), Duits beeldend kunstenaar, met name maker van kleurige schilderijen, mozaïeken en andere kunstwerken voor in metrostations en elders in de openbare ruimte; het Groninger Museum en het Centraal Museum te Utrecht bezitten werk van zijn hand.

## Partnergemeentes
Er bestaat sedert 1963 een jumelage met Bourgoin-Jallieu in Frankrijk, en sinds 2004 ook met Oborniki Slaskie in Polen. Ook met Oelsnitz (Vogtland) en met Aš bestaan vriendschapsbanden.